# ميليتية
الميليتية (الاسم العلمي:Millettia) هي جنس من النباتات يتبع الفصيلة البقولية من رتبة الفوليات.

## أصل التسمية
في الفترة بين 1820 و1830 قام تشارلز ميليت، أحد هواة جمع النباتات ومسؤول في شركة الهند الشرقية، بجمع العديد من عينات من نبات الميليتية بينما كان يعيش في كانتون وماكاو. وقد قام بإرسال هذه العينات إلى الحديقة النباتية في جامعة غلاسكو. في عام 1834، قام روبرت وايت وجورج أرنوت ووكر-أرنوت، كلاهما علماء نبات إسكتلنديون، بنشر مقالة عن نباتات شبه جزيرة الهند الشرقية (باللاتينية: Prodromus Florae Peninsulae Indiae Orientalis) حيث تم ذكر جنس الميليتية في الأول. المؤلفان ذكرا هذا الجنس منسوباً إلى تشارلز ميليت ولكن قاما بالإضافة على اسمه بشكل غير صحيح لقب دكتور. وقد يخلط البعض بين تشارلز ميليت من شركة الهند الشرقية مع شارل مييه (بالفرنسية: Charles Millet)‏ عالم أسماك فرنسي كان ينشط في نفس الوقت تقريباً. أيضاً يعزى هذا النبات بالخطأ إلى عالم النبات الفرنسي ج أيه مييه (القرن الثامن عشر).